# Елисеевка (Московская область)
Елисеевка — деревня в городском округе Серебряные Пруды Московской области России.
Деревня расположена на левом берегу реки Кудесны (правый приток реки Осётр), в 6 километрах к юго-востоку от районного центра — пгт Серебряные Пруды.

## История
Село входило в состав Митякинской волости Михайловского уезда Рязанской губернии до момента введения районного деления в 1924 году.
Название этого селения могло возникнуть по имени владельца или первопоселенца, по названию географического места, рядом с которым оно было основано.
В период коллективизации деревня входила в колхоз им. Молотова, впоследствии в колхоз им. Хрущева (председатель Андрей Васильевич Коледов).
Во время Великой Отечественной войны погибли жители д. Елисеевка: Воронин Виктор Евстигнеевич, Коледов Евгений Федорович, Коледов Николай Николаевич, Коледов Петр Константинович, Колядов Иван Алексеевич, Кулешов Иван Николаевич, Михеев Сергей Иванович, Назаров Алексей Иванович, Назаров Василий Кондратьевич, Туманов Иван Иванович.
В 1957 г. в зону действия Серебрянопрудской МТС входили колхозы им. Будённого (населённые пункты Шеметово, Александровка, Б. Рогатово, Курбатово), им. Горького (Дудино, Благодать, Мягкое), им. Кирова, XXI партсъезда (Дмитриевка, Суховка, Кораблевка, Елисеевка), им. Ленина (с. Серебряные Пруды), им. Калинина (Савинка, Синицы, Жегулы), «Новый Путь» (д. Серково), им. Чапаева (Митякино, В. Пурловка, Кузнецовка, Гришино, Прилуч), им. Чкалова (Ламоново, Крутовец, Лишняги, Куребино), им. Чуйкова, «Родина» (с. Серебряные Пруды, Семенково, Растрехаевка), «Клемово» (с. Клемово, Барыково, Лошатовка, Семенково, Лошатово, Филино).
1994—2004 гг. — деревня Дмитриевского сельского округа Серебряно-Прудского района.
2004—2006 гг. — деревня Совхозного сельского округа Серебряно-Прудского района.
2006—2015 гг. — деревня сельского поселения Успенское Серебряно-Прудского района.

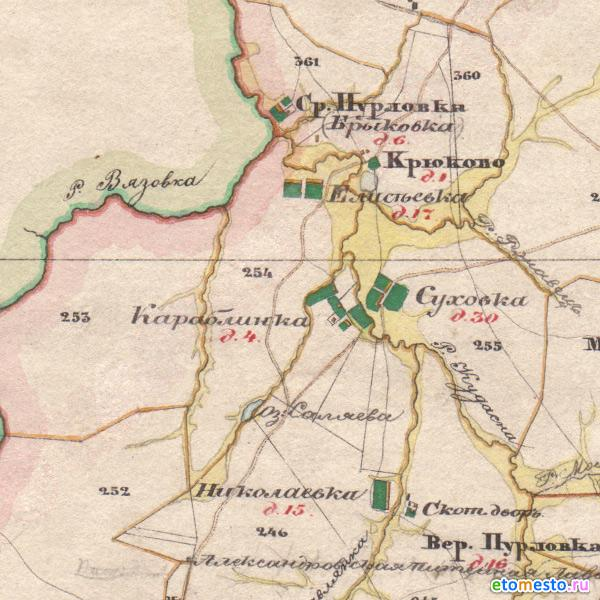
Деревня Елисеевка и соседние населенные пункты на карте Менде Рязанской губернии 1850 года

2015 г. — н. в. — деревня городского округа Серебряные Пруды Московской области.

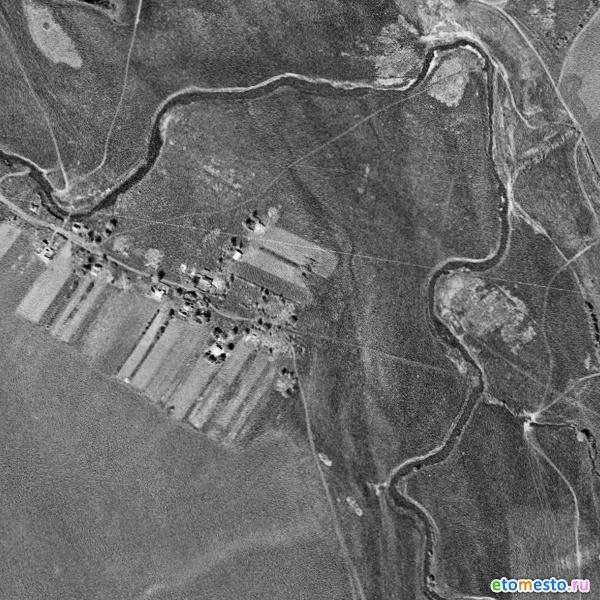
Спутниковая карта Серебряных Прудов 1973 года. Изображение с сайта www.etomesto.ru

## Население
| 2002 | 2006 | 2010 |
| ---- | ---- | ---- |
| 0    | →0   | →0   |

По 10-й ревизии, в 1858 г. в Елисеевке числилось 183 души крестьян (89 мужского, 94 женского пола), по переписи 1885 г. — 254 души (126 мужского, 128 женского пола), из них 23 грамотных. 6 мальчиков посещали школу в Средней Пурловке, находившейся в одной версте. Основное занятие крестьян — земледелие, из промыслов особенно распространено было шитье сапог. После отмены крепостного права земледелие крестьян — общинное. На надельную душу приходилось по 2,8 десятины. В отхожие промыслы уходило 20 мужчин и 8 женщин. У крестьян имелось 79 лошадей, 80 голов рогатого скота, 227 овец, 25 свиней. На 1 января 1905 г. числилось 47 дворов, в них проживало 348 человек (181 мужского и 167 женского пола). Существовало два хлебозапасных магазина.
На 1929 г. в Елисеевке 96 дворов, 475 жителей. «В 1940 г. числилось 75 дворов, деревня делилась на две улицы — Вылетовка и Рукавок.» С 1795 г. по 1929 г. число дворов и жителей в Елисеевке постоянно увеличивалось. По видимому, коллективизация не лучшим образом сказалась на деревне, если за 10 лет число дворов сократилось на 20 %.
В 1974 г. в Елисеевке числилось 11 дворов, проживало 14 человек (5 мужского и 9 женского пола).
В 1999 г. постоянного населения не было.

## Известные уроженцы
- Дмитрий Сергеевич Дохтуров (1759—1816) — русский военачальник, генерал русской армии.